# Sombra del paraíso
Sombra del paraíso es un libro de poemas de Vicente Aleixandre, escrito entre 1939 y 1943 y publicado en Madrid en 1944. Se considera con frecuencia su obra cumbre y supuso la consagración del autor entre los jóvenes poetas del momento. 
El paraíso es la propia naturaleza antes de ser mancillada por el ser humano. La voz poética añora un cosmos glorioso que perdió, llora por su propia imperfección y anhela una recuperación que parece posible. 
El lenguaje debe aún mucho al surrealismo y abunda en las imágenes telúricas que son marca del poeta desde Pasión de la tierra.